# Белёвское княжество

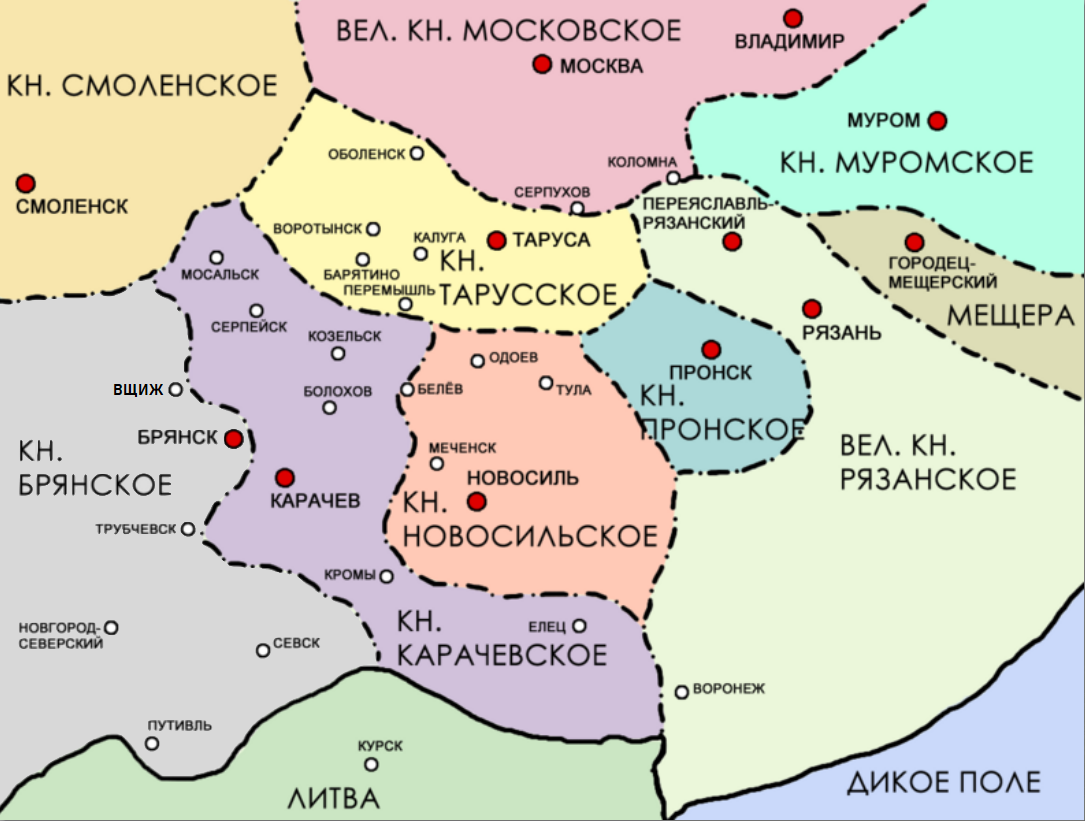
Белёв в составе Новосильского княжества в XIII-XIV веках

Белёвское княжество — русское феодальное княжество в верховьях Оки. Являлось уделом Новосильско-Одоевской земли (княжества-государства). Образовалось на рубеже XIV—XV веков. С 1427 года белёвские князья вместе со своими старшими родичами одоевскими князьями и со своей вотчиной служили великим литовским князьям, затем некоторое время были подчинены Москве, но к середине XV века вновь вернулись на литовскую службу. В 1487—1492 годах белёвские князья со своей вотчиной перешли на службу к московскому князю Ивану III. В 1494 году их переход под власть Москвы был закреплен мирным договором между Иваном III и литовским князем Александром. Затем владения белёвских князей существовали в составе Русского государства без права отторжения к иному государству. В середине XVI века род белёвских князей пресекся. Последним князем Белёвским был Дмитрий Иванович Вишневецкий, которому был пожалован в кормление Белёв с окрестностями.